# Flachauwinkl
Flachauwinkl ist ein Ort im Ennspongau im Land Salzburg. Er gehört zur Gemeinde Flachau im Bezirk St. Johann (Pongau).

## Geographie

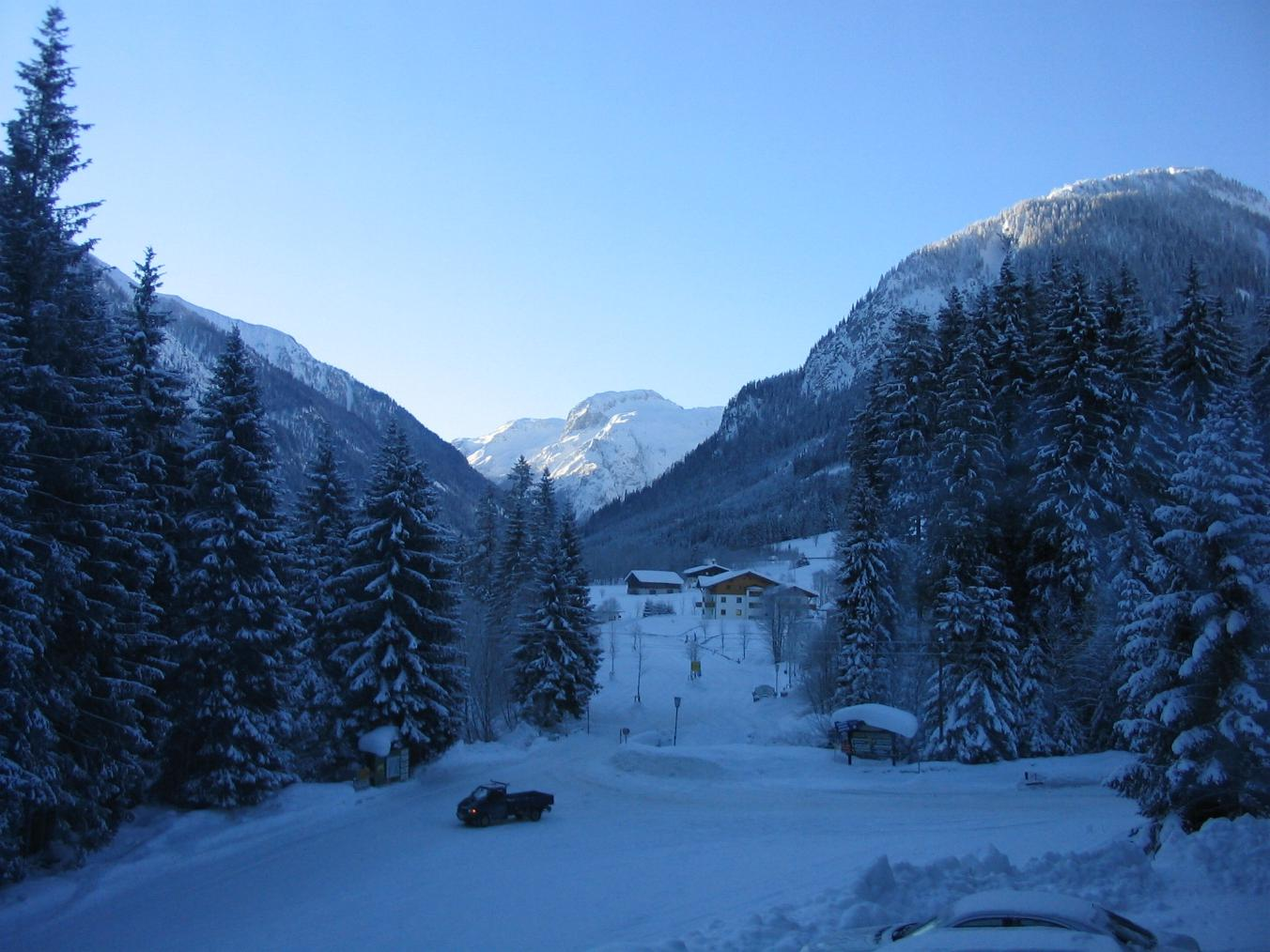
Flachauwinkl am Morgen

Der Ort befindet sich etwa 16 Kilometer südöstlich von St. Johann und 11½ km südwestlich von Radstadt.
Er liegt im hinteren Flachauer Tal der Radstädter Tauern, vom Ort Flachau taleinwärts, auf etwa 950 m ü. A. Höhe. Im Ortsgebiet treffen sich die junge Enns (vom Enns-Ursprung) und der Pleißlingbach (aus dem Talgrund des Flachautals).
Nachbarorte
| Grießenkar ∗ | Flachau Ort                                 |                                   |
|              | Kompassrose, die auf Nachbargemeinden zeigt | Zauchensee (Gem. Altenmarkt i.P.) |
|              | Tauernalm ∗∗                                |                                   |

∗ das Schigebiet Flachau
∗∗ Tauerntunnel-Nordportal

## Geschichte
Im Winkel, dem Hintertal der Flachau, sind im 15. Jahrhundert etwa 15 Urhöfe belegt (Gindl, Hinteres-, Vorderes Ennslehen, Hinter-, Vorderrohr, Ketzerlehen, Knoller, Kohlmais, Madau, Maierl, Rab, Schaup, Steinfeld, Stumpf, Walchau, Wieslbauer). Bis zum Bau der Tauernautobahn (Eröffnung  des Tauerntunnels 1975) waren es wenig mehr geworden, dann setzt die Ortsentwicklung ein. In der Zeit wurde auch der Anschluss an das 1964 gegründete Skigebiet von Zauchensee hergestellt, das heute als Skiparadies Zauchensee–Flachauwinkl Teil des Verbunds Ski amadé ist.
| Ebst. Sbg. (Hl. röm. Reich) | Salzachkr. (Kgr. Bay. / Österr. o.d.E.) | Salzachkr. (Kgr. Bay. / Österr. o.d.E.) | Bld. Salzburg (Rep. Österr.) | Bld. Salzburg (Rep. Österr.) | Bld. Salzburg (Rep. Österr.) | Bld. Salzburg (Rep. Österr.) | Bld. Salzburg (Rep. Österr.) | Bld. Salzburg (Rep. Österr.) |
| Urhöfe                      | 1811                                    | 1817                                    | 1951                         | 1961                         | 1971                         | 1981                         | 1991                         | (E)                          |
| −                           | 187                                     | / 159                                   | 138                          | 134                          | 144                          | 141                          | 164                          | –                            |
| ∗15                         | −                                       | 24                                      | 23                           | 27                           | 28                           | 45                           | 63                           | –                            |

1811 als Rotte Gindl genannt
(E) seit der Volkszählung 1991 werden Ortschaftsbestandteile nicht mehr gesondert erfasst 
∗ unscharfe Angabe
/ wohl Zeitreihenbruch: 1811/17 Abnahme der Bevölkerung, Umgliederung zu Flachau?

## Infrastruktur und Sehenswürdigkeiten
- Anschlussstelle Flachauwinkl (Exit 74) der A10 Tauernautobahn
- Highport Flachauwinkl, Talstation des  Skiparadies Zauchensee–Flachauwinkl[4], Shuttleberg[5] und Freestyle-Zentrum  Absolut Park[6]
- Tauernalm, Autobahnraststation und Nordportal des  Tauerntunnels
- Herz Jesu-Kapelle auf der Hafeichtalm: denkmalgeschütztes Bergkirchlein oberhalb der Tauernalm